# Alexis Sánchez
Alexis Alejandro Sánchez Sánchez, född 19 december 1988 i Tocopilla, Chile, mer känd som enbart Alexis, är en chilensk fotbollsspelare som spelar för Udinese. Han spelar även för Chiles landslag. Sánchez kan spela på positionerna vänsterytter, högerytter, offensiv innermittfältare samt forward. Hemma i Chile är Sánchez mest känd som El Niño Maravilla (Underbarnet).

## Klubbkarriär

### Tidiga år
Sánchez föddes och växte upp i staden Tocopilla, i norra Chile under fattiga och svåra förhållanden, sedan hans far lämnade familjen tidigt. 
1999 flyttade han till staden Rancagua med sin släkting Ramón Soto, för att komma med i Universidad Católicas fotbollsskola. 2001 flyttade han till Santiago för en antagning till ungdomslaget men stannade bara i två veckor innan han återvände till Tocopilla.
Som 15-åring blev han upptäckt av stadens borgmästare när han spelade fotboll med sina kompisar. Sánchez höga nivå på spelet ledde till att han av borgmästaren fick sitt första par fotbollsskor. Ett tag senare slog Sánchez igenom i en regional turnering för ungdomar där han representerade sin stad och bland annat gjorde åtta mål på en match.
2004 började han i Cobreloas fotbollsskola och i februari samma år, under en match mot ett samarbetslag blev han observerad av Cobreloas tränare, vilka blev imponerade av vad de såg. Vid en match månaden därefter imponerade Sánchez igen, och blev uppflyttad till ungdomslaget.
A-lagets tränare Nelson Acosta begärde att få talangen till A-laget.

### Cobreloa
Han debuterade i A-laget den 12 februari 2005, när han byttes in mot Daniel Perez i den 71:a minuten, i 5–4-segern över Deportes Temuco. Första målet kom den 18 mars 2005 i en match som laget vann med 2–1 över Deporter Concepcion. Han debuterade också som sextonåring i Copa Libertadores den 22 mars 2005. I Clausura 2005 spelade Sánchez 22 matcher och gjorde ett mål. I Apertura 2006 gjorde han 9/11 mål på 12 matcher, vilket fick det italienska laget Udineses uppmärksamhet, vilket ledde till att Sánchez värvades för tre miljoner dollar.

### Colo-Colo
Under hösten 2006 lånades Sánchez ut till Colo-Colo då Udinese ansåg att han behövde mer erfarenhet innan han skulle få spela i Serie A. Sanchez spelade Clausura och Copa Sudamericana med Colo-Colo.
Han debuterade för laget den 23 juli 2006 i en match mot Antofagasta som slutade oavgjort. Han gjorde sitt första mål i Clausura den 29 oktober 2006, i derbyt mot ärkerivalerna CF Universidad de Chile, en match de vann med 4–2. I nästa match gjorde Sánchez två mål mot Deportes Antofagasta, en match som slutade 4–4. Colo-Colo tog sig till finalen, vilken de slutligen vann genom att besegra Audax Italiano.
I Copa Sudamericana spelade Sánchez nio matcher och gjorde ett mål, vilket hjälpte laget att ta sig till finalen, vilken de mycket överraskande förlorade.
I Apertura 2007 spelade Sánchez 14 matcher och gjorde endast ett mål i en match mot Santiago Wanderers. Colo-Colo blev även i denna turneringen mästare. Sánchez spelade även i Copa Libertadores och de sju matcher som han spelade i, gjorde han tre mål. En match som stack ut var då han gjorde sitt första hat-trick mot Caracas från Venezuela.

### River Plate
Säsongen 2007/2008 blev han återigen utlånad, den här gången till den argentinska klubben River Plate. Lånet av Sánchez kostade klubben 700 000 dollar och låneavtalet skrevs på den 15 augusti. Sanchez bidrog under sin tid i klubben med två mål och tre assist. 
Den 22 september 2007 skadades Sánchez allvarligt av försvararen Juan Blengio, hans vänstra ligament gick av, vilket gjorde att han blev borta i tre månader.
Han kom tillbaka till Clausura 2008, där han spelade 17 matcher och gjorde två mål. Ett mål mot Velez Sarsfield i en match som man vann med 2–0 och det andra mot Colo de Santa Fé som man vann över med 2–1. Laget blev mästare i Clausura 2008 med fyra poäng före tvåan Estudiantes de La Plata. De blev utslagna i åttondelsfinalen av Copa Libertadores, där Sanchez spelade sju matcher utan att göra något mål.

### Udinese
Sanchez återvände därefter till Udinese, där han blev lagkamrat med sin landsman Mauricio Isla.
I sin första säsong, 2008/2009, spelade Sanchez 31 matcher och gjorde tre mål. Mål mot US Lecce, Catania och Bologna. Laget slutade på en 7:e plats i ligan. I Coppa Italia blev det två matcher, där laget slogs ut i kvartsfinalen mot Sampdoria. I Europa League spelade han i nio matcher, inklusive i kvartsfinalen mot SV Werder Bremen som slutar 3-3, därmed blev man utslagna från turneringen.
Säsongen 2009/2010 slutade laget på 15:e plats. Sánchez gjorde fem mål på 32 matcher, två mål gjorde han mot Cagliari (mål vid både hemma- och bortamötet), ett mål mot Juventus i en 3-0-seger. Mål nummer fyra och fem gjorde Sánchez mot Livorno och Siena. I Copa Italia blir Udiense utslaget i semifinalen mot AS Roma. Sanchez spelade tre matcher och gjorde ett mål mot just Roma i en match som slutade 1-0, detta räckte dock inte för avancemang, då man hade förlorat första mötet med 2-0.
Säsongen 2010/2011 och efter VM 2010, fick han flera erbjudanden från klubbar som Manchester United, Zenit Sankt Petersburg, Inter, Manchester City, Juventus, Barcelona, Real Madrid och Chelsea, men Udienses ledning förklarade att de inte ville sälja Sánchez innan juni 2011 (slutet av säsongen). I ligan slutade laget på en 4:e plats 16 poäng efter mästarna AC Milan, Sanchez gjorde tolv mål på 28 matcher med bland annat fyra mål i en match mot Palermo trots att han endast spelade 53 minuter. Därmed blev han den förste chilenaren som gjort fyra mål i en match i Serie A.
I april 2011 blev Sanchez och Di Natale en av den bästa duon i Serie A historia (statistiskt sett). Bättre än duon Maradona-Careca och fyra mål från Del Piero-Trezeguets rekord som duon satte säsongen 2007/2008. På grund av sin fina form blev Sanchez belönad av La Gazzeta dello Sport som "Den bäste i Serie A". I Copa Italia gick det inte lika bra som föregående säsong - Udiense blev redan utslagna i åttondelsfinalen mot Sampdoria på straffar efter 2-2.

### FC Barcelona
Udinese fick många erbjudanden på spelaren (bland annat från Manchester United och Manchester City), men Sanchez tackade nej till erbjudandena, då hans önskan var att gå till FC Barcelona.
Torsdagen den 21 juli 2011 bekräftades övergången av Sanchez till Barcelona, på den katalanska klubbens officiella hemsida. Övergången kostade klubben mer än 37 miljoner euro (samt 11 miljoner euro i olika bonusar). Sanchez skrev på för fem säsonger. 
Övergången blev Barcelonas första värvning säsongen 2011/2012 och Sánchez blev den första chilenaren som fått bära katalanernas tröja.
Han gjorde sin debut den 14 augusti 2011 i en match mot Real Madrid i den Spanska Supercupen. Matchen slutade 2-2. I bortamötet spelade Sanchez ingenting, på grund av en skada. Barcelona vann matchen och Sanchez tog sin första titel. Veckan därefter tog Sanchez sin andra titel när Barcelona vann Uefa Super Cupen med 2-0 över portugisiska FC Porto. I ligan debuterade Sanchez den 29 augusti 2011 i en match mot Villarreal CF, där han gjorde lagets tredje mål, som slutade med en 5-0-vinst.
Den 10 september 2011, i en match mot Real Sociedad, skadades Sanchez efter en tackling av en motspelare. Man upptäckte en skada på hans högra ben (Biceps femoris), vilket gjorde att han inte var tillgänglig för spel i nästan två månader. Den 1 november 2011 gjorde han sin comeback, i Champions League, genom ett inhopp i den 73:e minuten. Den 10 december 2011, spelade Sanchez sitt andra derby mot Real Madrid, där han gjorde ett mål. Den 18 december 2011 vann Sanchez sin tredje titel med Barcelona genom segern i Klubb-VM. Sanchez spelade då endast en match, mot Al-Sadd från Qatar.
Efter Klubb-VM, gjorde Sanchez mål mot lag som: Real Betis, CA Osasuna - (Copa del Rey och i ligan), han gjorde två mål mot Bayer Leverkusen i Champions League. I juli 2014 blev Sanchez uppköpt av Arsenal.

### Arsenal FC
Den 10 juli 2014 bekräftades övergången till Arsenal. Arsenal fick betala totalt 42,5 miljoner euro för Sánchez tjänster. Sánchez gjorde sin debut mot Manchester City den 10 augusti i Community Shield finalen. Arsenal vann matchen med 3-0. Sánchez första mål för Arsenal kom mot Besiktas i en Uefa Champions League kvalmatch. Målet skickade Arsenal till Uefa Champions League-gruppspelen där de mötte Galatasaray, Borussia Dortmund och Anderlecht. 
Sánchez första säsong var en stor succé där han gjorde 25 mål och 12 assister. Sánchez fortsatte spela bra under 2015/16 säsongen fram till 2017/18 då Sanchez blev uppköpt av Manchester United för 34 miljoner euro

### Manchester United
Tiden i United började bra då Sánchez gjorde tre mål och fem assister på 18 matcher under andra delen av 17/18 säsongen. Under 18/19 säsongen förändrades allt då Sánchez var skadebenägen och råkade ut för flera skador under säsongen. Sánchez lyckades göra mål bara två gånger på 26 matcher.

### Inter
Under 19/20 säsongen blev Sánchez utlånad till Inter. Sánchez spelade 32 matcher för Inter under säsongen och lyckades göra mål fyra gånger och assistera tio gånger. Inter bestämde sig under sommaren mellan 19/20 och 20/21 säsongen för att ta över Sánchez vid slutet av hans kontrakt. Sánchez har lyckats hitta formen under 20/21 säsongen då han gjort sju mål och assisterat sex mål på 33 matcher. 

### Marseille
Den 10 augusti 2022 värvades Sánchez på fri transfer av franska Marseille, där han skrev på ett tvåårskontrakt med option på ytterligare ett år.

### Återkomst i Udinese
Den 10 augusti 2024 blev Sánchez klar för en återkomst i Udinese, där han skrev på ett tvåårskontrakt.

## Landslaget
Sánchez debuterade i A-landslaget i en vänskapsmatch mellan Chilenska landslaget och Universidad Católica. Han spelade också mot Nya Zeeland och tre vänskapsmatcher till i landslaget Europatour, Irland i Dublin, Elfenbenskusten i Frankrike och mot Sverige på Råsunda.
Under kvalspelet till VM i Sydafrika, var Sanchez aktiv i landslaget som slutade på en meriterande andra plats, med tre mål på 13 matcher. Han var en nyckelspelar i segern över Peru med 3-1, genom att göra första målet och vara aktivt i de andra två målen. Den 10 juni, gör han två mål i seger över Bolivia som slutar 4-0.
Till VM i Sydafrika debuterar Sanchez den 16 juni 2010 mot Honduras, en match som man vinner med 1-0 efter mål av Jean Beausejour. Han spelar också den andra matchen mot Schweiz som man vinner med 1-0 och sista matchen mot Spanien som man förlorar med 2-1. Han spelar också i matchen mot Brasilien som man förlorar med 3-0. Till VM i Brasilien så spelar han alla matcherna, i första matchen mot Australien där de vinner med 3-1 så gjorde Alexis Sanchez det första målet i 12:e minuten, sedan gjorde Jorge Valdivia ett och Jean beausejour ett, samt cahill för Australien. I andra matchen möter de Spanien. Många kallade den matchen för revanschen sedan förra VM 2010. Chile vann matchen med 2-0 men Sanchez gjorde inget mål. I nästa match och sista i gruppspelet så möte de Nederländerna. Dock förlorade dom med 2-0. I åttondelsfinalen möter man hemmanationen Brasilien. Brasilien tog ledningen efter mål från David Luiz, Senare gör Alexis Sanchez mål. Efter 90 minuter stod det 1-1. I 119:e minuten (Sista minuten i förlängningen) Sköt Pinilla (Chile) i ribban. Det blev vinst för Brasilien på straffar. Alexis vann Copa America 2015 och Copa America Centenario 2016 (Båda mot Argentina i finalen. Han satte avgörande straffen 2015 med en låg panenka (Chipstraff) i mitten av målet.

## Statistik
Uppdaterad: 31 augusti 2019
| Klubb             | Säsong         | Liga    | Liga | Liga   | Inhemsk cup | Inhemsk cup | Inhemsk cup | Kontinentalt | Kontinentalt | Kontinentalt | Annat   | Annat | Annat  | Totalt  | Totalt | Totalt |
| Klubb             | Säsong         | Matcher | Mål  | Assist | Matcher     | Mål         | Assist      | Matcher      | Mål          | Assist       | Matcher | Mål   | Assist | Matcher | Mål    | Assist |
| ----------------- | -------------- | ------- | ---- | ------ | ----------- | ----------- | ----------- | ------------ | ------------ | ------------ | ------- | ----- | ------ | ------- | ------ | ------ |
| Cobreloa          | 2005           | 35      | 3    | –      | –           | –           | –           | 3            | 0            | -            | –       | –     | –      | 38      | 3      | –      |
| Cobreloa          | 2006           | 12      | 9    | –      | –           | –           | –           | –            | –            | –            | –       | –     | –      | 12      | 9      | –      |
| Cobreloa          | Totalt         | 47      | 12   | –      | –           | –           | –           | 3            | 0            | –            | –       | –     | –      | 50      | 12     | –      |
| Colo-Colo         | 2006           | 18      | 4    | –      | –           | –           | –           | 9            | 1            | –            | –       | –     | –      | 27      | 5      | –      |
| Colo-Colo         | 2007           | 14      | 1    | –      | –           | –           | –           | 7            | 3            | –            | –       | –     | –      | 21      | 4      | –      |
| Colo-Colo         | Totalt         | 32      | 5    | –      | –           | –           | –           | 16           | 4            | –            | –       | –     | –      | 48      | 9      | –      |
| River Plate       | 2007–08        | 23      | 4    | –      | –           | –           | –           | 8            | 0            | –            | –       | –     | –      | 31      | 4      | –      |
| River Plate       | Totalt         | 23      | 4    | –      | –           | –           | –           | 8            | 0            | –            | –       | –     | –      | 31      | 4      | –      |
| Udinese           | 2008–09        | 32      | 3    | 2      | 2           | 0           | 0           | 9            | 0            | 0            | –       | –     | –      | 43      | 3      | 2      |
| Udinese           | 2009–10        | 32      | 5    | 3      | 4           | 1           | 0           | –            | –            | –            | –       | –     | –      | 36      | 6      | 3      |
| Udinese           | 2010–11        | 31      | 12   | 6      | 2           | 0           | 0           | –            | –            | –            | –       | –     | –      | 33      | 12     | 6      |
| Udinese           | Totalt         | 95      | 20   | 11     | 8           | 1           | 0           | 9            | 0            | 0            | –       | –     | –      | 112     | 21     | 11     |
| Barcelona         | 2011–12        | 25      | 12   | 6      | 7           | 1           | 0           | 6            | 2            | 0            | 3       | 0     | 0      | 41      | 15     | 6      |
| Barcelona         | 2012–13        | 29      | 8    | 9      | 6           | 2           | 1           | 9            | 1            | 3            | 2       | 0     | 0      | 46      | 11     | 13     |
| Barcelona         | 2013–14        | 34      | 19   | 12     | 9           | 2           | 3           | 9            | 0            | 1            | 2       | 0     | 0      | 54      | 21     | 16     |
| Barcelona         | Totalt         | 88      | 39   | 27     | 22          | 5           | 4           | 24           | 3            | 4            | 7       | 0     | 0      | 141     | 47     | 35     |
| Arsenal           | 2014–15        | 35      | 16   | 8      | 6           | 4           | 3           | 7            | 3            | 1            | 4       | 2     | 0      | 52      | 25     | 12     |
| Arsenal           | 2015–16        | 30      | 13   | 5      | 3           | 1           | 1           | 7            | 3            | 5            | 1       | 0     | 0      | 41      | 17     | 11     |
| Arsenal           | 2016–17        | 38      | 24   | 11     | 5           | 3           | 3           | 8            | 3            | 4            | 0       | 0     | 0      | 51      | 30     | 18     |
| Arsenal           | 2017–18        | 19      | 7    | 3      | 0           | 0           | 0           | 1            | 1            | 0            | 2       | 0     | 1      | 22      | 8      | 4      |
| Arsenal           | Totalt         | 122     | 60   | 27     | 14          | 8           | 7           | 23           | 10           | 10           | 7       | 2     | 1      | 166     | 80     | 45     |
| Manchester United | 2017–18        | 12      | 2    | 3      | 4           | 1           | 2           | 2            | 0            | 0            | 0       | 0     | 0      | 18      | 3      | 5      |
| Manchester United | 2018–19        | 20      | 1    | 3      | 3           | 1           | 1           | 4            | 0            | 0            | 0       | 0     | 0      | 27      | 2      | 4      |
| Manchester United | Totalt         | 32      | 3    | 6      | 7           | 2           | 3           | 6            | 0            | 0            | 0       | 0     | 0      | 45      | 4      | 9      |
| Inter (lån)       | 2019–20        | 22      | 4    | 9      | 4           | 0           | 0           | 6            | 0            | 1            | -       | -     | -      | 32      | 4      | 9      |
| Inter             | 2020-21        | 29      | 7    | 6      | 3           | 0           | 1           | 5            | 0            | 0            | -       | -     | -      | 37      | 7      | 7      |
| Karriär totalt    | Karriär totalt | 490     | 154  | 86     | 58          | 16          | 15          | 100          | 17           | 15           | 14      | 2     | 1      | 662     | 189    | 116    |

## Meriter

### Colo-Colo
- Chilensk Ligan: (2) 2006 Clausura, 2007 Apertura
- Copa Sudamericana: (1) Andra plats 2006

### River Plate
- Argentinska Ligan: (1) 2008 Clausura

### FC Barcelona
- La Liga: (1) 2012/2013
- Spanska cupen: (1) 2011/2012
- Spanska supercupen: (2) 2011, 2013
- Uefa Super Cup: (1) 2011
- VM för klubblag: (1) 2011

### Arsenal FC
- FA Community Shield: (1) 2014
- FA-cupen: (2) 2014-15, 2016-17

### Inter
- Serie A: (1) 2020/21

### Chile
- U-20 VM: (1) Tredje plats 2007
- Copa America: (2) Guld 2015, 2016

### Individuella
- Månadens spelare i Serie A: (1) februari 2011
- Årets spelare i Serie A: (1) 2010–11[2]
- Säsongens spelare i Arsenal: (2) 2014–15, 2016–17
- Kid's Choice Awards' Favorite Footballer: (1) mars 2015
- PFA Team of the Year: (1) 2014/2015
- PFA Fans' Player of the Year: (1) 2015
- FIFA FIPro World XI 4:e lag: (3) 2015, 2016, 2017
- Guldbollen i Copa América: (1) 2016
- Turnerings lag i Copa América: (1) 2016
- Guldbollen i Confederations Cup: (1) 2017